# Мьюир, Майк
Майк Мьюир (в части источников — Мьюр, англ. Mike Muir; 14 марта 1963, Лос-Анджелес, Калифорния, США) — американский певец, автор песен и продюсер. Единственный постоянный участник, фронтмен и вокалист группы Suicidal Tendencies со времени её основания.

## Биография
Майк Мьюир родился 14 марта 1963 года в Венеции (округ Лос-Анджелес). Вырос в Санта-Монике.
В 1981 году основал группу Suicidal Tendencies. Мотивы были просты — Майк поступил в колледж Санта-Моники и переехал в дом к своему старшему брату, Джиму Мьюиру, профессиональному скейтеру, участнику легендарной команды Z-Boys. В пригородах Лос-Анджелеса, каким и был по сути Венис-Бич, для оплаты аренды, частенько устраивались хаус-пати, домашние вечеринки для соседей. Для выступления на таких вечеринках, Майк и собрал группу. По одной из версий, название группы Мьюир взял по названию лечебницы для душевнобольных на Вест Сайде Лос-Анджелеса, которая ныне уже не существует. Сам он говорит, что название пришло к нему, когда он смотрел на скейтеров, которые каждый раз преодолевают страх перед травмами, вставая на скейт. В этом виделся вызов, пренебрежение нормами и самим инстинктом самосохранения.
С 2003 года по 2007 год Майк Мьюир пережил две серьёзных операции на позвоночнике, прошёл курс реабилитационной терапии.

## Музыкальная карьера
В 1982 году Suicidal Tendencies записывают первую демозапись Rollerworks, одна из песен которой, I Saw Your Mommy, выходит на сборнике Slamulation. Сюжет песни был взят из газетной колонки, текст был положен Майком на стихотворный размер и подан в саркастической манере. После выхода сборника, на группу обратили внимание. Майк Мьюир впервые упоминается в прессе в журнале Penthouse в статье Slamdancing in a Fast City.
В 1983 году Майк и Джим Мьюиры основали независимый звукозаписывающий лейбл Suicidal Records. В процессе деятельности лейбла, Майк Мьюир пришёл к решению, что для издания альбома Suicidal Tendencies, всё же, лучше будет найти выпускающую компанию с более мощными возможностями, особенно в организации дистрибуции альбомов.
После официального роспуска группы в 1995 году, Майк Мьюир записывает несколько песен с давним знакомым своего старшего брата Джима —  Стивом Джонсом, экс-гитаристом Sex Pistols. Этот проект получил название Cyco Miko. Выполняя обязательства перед Epic, Майк выпускает эти записи в виде альбома Cyco Miko Lost My Brain! (Once Again).
В 2009 году лейблом Roadrunner Records был составлен список «50 лучших фронтменов метала всех времён» в котором Майк Мьюир занял 40 место.